# Sławy z krypty
Sławy z krypty (ang. Dead Famous) – seria książek, przeznaczona głównie dla czytelników w wieku 8-14 lat. Każda książka opisuje inną nieżyjącą sławną osobę. W angielskiej wersji z tej serii wyodrębniono miniserię Horribly Famous (Strrraszne sławy), w której znaleźli się ludzie zapisani w historii jako "straszni". W Polsce wydawana przez wydawnictwo Egmont Polska.

## Autorzy
- Alan MacDonald - autor serii. Napisał też kilka tomów z serii Strrraszna historia.
- Poszczególne tomy zostały napisane przez innych autorów, m.in. Michaela Coxa, Andrew Donkina, Margaret Simpson i innych.
- Ilustratorem serii jest Philip Reeve.

## Tomy
1. Al Capone i jego gang
2. Kleopatra

### Książki w innych seriach
Wydawnictwo Egmont Polska niektóre tytuły wydało w ramach serii Strrraszna historia.
1. Leonardo Da Vinci i jego supermózg
2. Dramatyczne wybryki Williama Szekspira